# Marie de Montauban
Marie de Montauban, fille du célèbre amiral de Montauban (ami de Louis XI), issue de la maison de Montauban elle est la mère de Pierre de Rohan-Gié.

## Biographie
Elle épousa Louis Ier de Rohan-Guéméné le 7 novembre 1443, qu'elle empoisonna en 1457. Elle fut privée de la tutelle de ses enfants par le testament laissé par Louis de Rohan. Elle réussit toutefois à échapper à la justice bretonne et à se remarier en 1464 avec Georges II de la Trémoille, seigneur de Craon. Celui-ci informé de ses méfaits s'en séparera en 1471 sans avoir eu d'enfant.
Le roi autorisa par lettres patentes le sire de Craon à tenir sa femme close et emmurée en raison de ses multiples forfaits, adultères et à la suite de la tentative d'empoisonnement à l'encontre de son mari ourdie avec son amant Ambroys Roichelle à qui elle avait promis de se marier. Ce dernier, à la suite de ses aveux, fut jugé et décapité à Tours. L'enfermement en « lieu sûr » (avec interdiction de converser avec personne) avait pour but d'éviter tout nouveau délit et adultère et en particulier le risque de donner au sire de Craon un fils illégitime. Marie de Montauban est morte dans son cachot le 25 février 1477.
Elle eut trois enfants avec Louis de Rohan :
- Louis II de Rohan-Guéméné († 4 juin 1508), qui épousa Louise de Rieux en 1463,
- Pierre (1451-1513), le futur Maréchal de Gyé,
- Hélène de Rohan-Guéméné († 1507), qui épousa Pierre du Pont (baron de Pont-l'Abbé).